# Los Cipreses, Argentina
Los Cipreses är en ort i Argentina.   Den ligger i provinsen Chubut, i den sydvästra delen av landet, 1 500 km sydväst om huvudstaden Buenos Aires. Los Cipreses ligger 350 meter över havet och antalet invånare är 179.
Terrängen runt Los Cipreses är bergig västerut, men österut är den kuperad. Los Cipreses ligger nere i en dal. Runt Los Cipreses är det mycket glesbefolkat, med 4 invånare per kvadratkilometer.. Det finns inga andra samhällen i närheten. 
I omgivningarna runt Los Cipreses växer i huvudsak blandskog.